# 杰奎琳·琼斯
杰奎琳·琼斯（1948年6月17日—）是一位美国社会历史学家，德克薩斯大學奧斯汀分校教授，2021年担任美國歷史學會会长，1986年获班克洛夫特奖，1999年获麦克阿瑟奖，两次获得普利策历史奖提名。